# Železna krona Langobardov
Železna krona Langobardov (italijansko: Corona ferrea di Lombardia, latinsko: Corona ferrea Longobardi) je tako relikviarij kot ena najstarejših kraljevih insignij krščanskega sveta. Narejena je bila v zgodnjem srednjem veku, in je sestavljena iz zlatega obroča, za katerega so verjeli, da je opremljen okoli osrednjega dela z železom, ki naj bi bil po legendi žebelj iz Pravega Križa..
Krona je postala eden od simbolov Kraljevine Langobardov in kasneje srednjeveške Kraljevine Italije. Hranijo jo v stolnici v Monzi, v bližini Milana.

## Opis
Železna krona se tako imenuje, ker se je verjelo, da vsebuje ozek trak železa, debelega približno en centimeter, pri čemer naj bi bil to žebelj, ki se je uporabljal pri Križanju. Zunanji obroč krone je iz šestih segmentov utrjenega zlata, delno lakiranega, združenega s tečaji in obloženega z dvaindvajsetimi dragulji, ki so oblikovani v reliefu v obliki križa in cveta. Njena majhnost in konstrukcija s tečaji napeljuje na to, kar nekateri menijo, ki je bila prvotno velik obroč za roko ali morda votivna krona; drugi menijo, da je majhnost posledica prilagajanja po izgubi dveh segmentov, kot je opisano v zgodovinskih dokumentih.

## Legenda
V skladu s tradicijo je žebelj najprej dobil cesar Konstantin I. Veliki od svoje matere sv. Helene, ki je odkrila Pravi križ. Helena je vrgla en žebelj v morje, da bi pomirila vihar, drugega je vključila v diadem nato pa vgradila v Konstantinovo čelado, še z enim je opremila  glavo kipa cesarja in četrtega pretopila in oblikovana v del uzde Konstantinovega konja. Ker skoraj trideset evropskih držav zahtevalo fragment svetih žebljev, Blom (2002) meni, da je »Konstantin razumel vrednost teh predmetov v diplomaciji«; Nekaj jih je poslal različnim dostojanstvenikom, od katerih je bila ena princesa Teodelinda. Svoj žebelj je ona uporabila kot del svoje krone, slavne železne krone Lombardije. 
Ko je bil žebelj vključen v krono in kako je padel v roke lombardskih kraljev ni jasno, čeprav legende govorijo o Teodelindi, kraljici Langobardov, ki je prebivala v Monzi v poznem 6. stoletju, za njeno del zaslug pri pokristjanjenju Langobardov. Teodelinda naj bi podarila krono italijanski cerkvi v Monzi leta 628, kjer je ohranjena. 
V skladu z drugo zgodbo, o kateri je poročal zgodovinar Valeriana Maspero, je Konstantinovo čelado in uzdo prinesel Milanu cesar Teodozij I., ki je tam živel in so bili izpostavljeni na njegovem pogrebu, ki ga je sv. Ambrož opisal v svojem nagrobnem govoru De obituu Theosdosii. Potem pa je uzda ostala v Milanu (kjer jo trenutno hranijo v stolnici), čelada z diademom pa je bila prenesena v Konstantinopel, dokler Teoderik Veliki, ki je že prej grozil Konstantinoplu, ni trdil, da je to del njegove pravice kot kralja Italije. Bizantinci so mu potem poslali diadem, zadržali pa čelado (ki je bila izpostavljena v stolnici sv. Sofije do leta 1204). Kralj Teoderic je nato prevzel kot krono gemmis insignitum, quas pretiosior fero innexa(s)crucis redemptoris divinae gemma connecteretas (sv. Ambrož De obituu Theosdosii) in to je danes železna krona, ki so jo Goti prenesli Langobardom, ko so vdrli v Italijo.
V nekaterih opisih je bila krona uporabljena pri kronanju Karla kot kralja Langobardov.

## Zgodovina
Krona je bila vsekakor v uporabi za kronanje italijanskih kraljev v 14. stoletju in verjetno vsaj od 11. st. Izdelava krone datira v 8. ali na začetek 9. stoletja. [3] Legende o nastanku krone pa segajo v obdobje Lombardije in kronanja njihovih kraljev.
Lord Twining navaja hipotezo Reinholda N. Elzeja, da je lahko Gisela, hči cesarja Ludvika Pobožnega, poročena z vojvodo Eberhardom Furlanskim, prvotno imela krono in jo pustila svojemu sin Berengarju I. ob svoji smrti leta 874. Berengar je bil edini večji dobrotnik cerkve v Monzi v tistem času in tudi dal stolnici sv. Janeza v Monzi narediti križ v istem slogu kot je bila železna krona, ki je še vedno ohranjen v zakladnici cerkve. Twining tudi ugotavlja, da je cesarski muzej v Sankt Petersburgu imel v svojih zbirkah dve srednjeveški kroni najdeni v Kazanu leta 1730, v istem slogu in enake velikosti kot železna krona. Twining ugotavlja, da so te krone in železna krona premajhne, da bi se nosile okoli človeške glave odraslega in da bi jih nosili na vrhu glave le, če bi bile pritrjene na tančico, kar naj bi predstavljale majhne luknje na robu železne krone.  Twining omenja tudi reliefno ploščo v stolnici, ki se zdi, da predstavlja kronanje Ota IV. v Monzi leta 1209, kot je leta 1345 opisal Morigias, in poudarja, da čeprav so prikazane štiri votivne krone nad oltarjem, krona, ki jo nadškof daje na kraljevo glavo ne spominja na železno krono.  Enciklopedija Britannica navaja, da je prvi zanesljiv zapis uporabe železne krone ob kronanju kralja Italije, za kronanje Henrika VII. leta 1312.
Končno, Twining navaja študijo Ludovica Antonia Muratorija, katerega dokumenti različnih stopenj cerkvenih oblasti izmenično avtorizirajo in zatirajo čaščenje železne krone do leta 1688, ko je bila zadeva izpostavljena pri Kongregaciji za obrede v Rimu, ki je leta 1715 diplomatsko zaključila uradni pregled, in dovolila železno krono uporabljati za javno češčenje in prevoz v procesijah, obenem pa bistven element identitete železnega obroča železne krone, žebelj iz Kristusovega križanja, ni določila. Nato je milanski nadškof Visconti sprejel  svojo odločitev, da »je železen obroč v Monzi krona, ki velja za enega od originalnih ostankov žebljev Svetega križa.«  Twining ugotavlja, da so duhovniki Monze trdili da kljub stoletjem izpostavljanja krone javnemu češčenju, ne obstaja drobec rje notranjem železnem obroču. Lipinski je v svojem pregledu železne krone leta 1985 ugotovil, da notranji obroč ne pritegne magnet.  Analiza notranjega obroča v letu 1993 je pokazala, da je obroč izdelan iz srebra. 
Štiriintrideset kronanj z železno krono je naštel zgodovinar Bartolomeo Zucchi od 9. do 17. stoletja (začenši s Karlom Velikim). Encyclopaedia Britannica navaja, da je prvi zanesljiv zapis uporabe železne krone v kronanju kralja Italije, kronanje Henrika VIII. Kasnejša kronanja, v katerih so uporabili krono so:
- Karel IV. Luksemburški (1355, ob prisotnosti Petrarce)
- Sigismund Luksemburški (1431)[9]
- Karel V. Habsburški (1530)
- Napoleon I. (1805)
- Ferdinand I. (1838)

Od 10. stoletja dalje so rimsko-nemški kralji potovali v Rim na kronanje kot Sveti rimski cesar. Na poti so se tradicionalno ustavili v Lombardiji, kjer so se kronali z železno krono kot kralji Italije. Tradicionalni mesto kronanja je bila Pavia, stara lombardska prestolnica, vendar začenši s Konradom II., so leta 1026 in kasneje, kronanje opravili tudi v Milanu. Leta 1530 je Karel V. prejel železno krono hkrati s svojo cesarsko krono v Bologni.
26. maja 1805 se je Napoleon Bonaparte sam okronal za kralja Italije v Milanu, s primernim sijajem in veličastnostjo. Sedeč na vrhunskem prestolu, ga je milanski kardinal obložil z običajnimi kraljevskimi insignijami, in iz oltarja vzel železno krono in mu jo postavil na glavo  ter vzkliknil Dieu me la donne, gare à qui la touche – »Bog mi jo daje, pazi naj se, kdor se je dotakne«.
Ob tej priložnosti je 15. junija 1805 Napoleon ustanovil Red železne krone. Po padcu Napoleona in priključitvi Lombardije Avstriji, je bil 1. januarja 1816 ponovno uveden z odlokom avstrijskega cesarja Franca I..
Zadnji, ki se je ponašal z železno krono je bil cesar Ferdinand I. v vlogi kralja Lombardije in Benečije. To se je zgodilo v Milanu 6. septembra 1838.
Po vojni med Avstrijo in Italijo, ko so se leta 1859 Avstrijci morali umakniti iz Lombardije, je bil železna krona preseljena na Dunaj, kjer je ostala do leta 1866, ko je bila vrnjena v Italijo po tretji italijanski vojni za neodvisnost.

## Znanstvena analiza
Leta 1993 je bila krona izpostavljena obsežni znanstveni analizi na Univerzi v Milanu. Zlasti  so bile izvedene analiza z X-ray fluorescence (XRF) in radiokarbonsko datiranje.
Kot je poročal profesor M. Milazzo (M.Milazzo P.Sardella analisi XRF quantitativa nelle applicazioni archeometrie) je XRF analiza izvedena na kovini krone pokazala, da so bile vse folije, rozete in okvirji narejeni iz iste zlitine, izdelane iz 84 -85% zlata, 5-7% srebra, 8-10% bakra, kar kaže na sodobno izdelavo glavnega dela obroča, medtem ko so zunanja polnila iz emajliranih plošč in zgibni zatiči iz 90-91% zlata in 9-10% srebra, kar kaže na enega ali več naknadnih preoblikovanj.
Tri od 24 steklenih emajliranih plošč se tudi vizualno razlikuje od drugih po barvi in konstrukciji, in so veljajo za kasnejšo obnovo. Analiza XRF je potrdila, da so bili izdelani z drugačno tehniko, pri čemer je njihova posteklina iz kalijeve soli, medtem ko je preostanek iz natrijeve soli (natrij ni neposredno detektiran z analizo XRF). Več presenetljivih ugotovitev je prišlo z radiokarbonskim datiranjem fragmentov čebeljega voska, ki se je uporabljal za določitev sklenine na zlatih folijah krone. Tiste, vzete kot "čudne" plošče so bile iz okoli leta 500 in tiste, kot "normalne" plošče iz okoli leta 800. To je v skladu z izročilom, da gre za bolj starinsko krono, narejeno v času vladavine Teoderika (z dodatkom emajl), in ki je bila temeljito obnovljena v času vladavine Karla Velikega.
Za železni žebelj je bilo ugotovljeno, da je iz 99% srebra, kar pomeni, da krona ne vsebuje železa. Opomba iz rimskega ceremoniala iz leta 1159 pravi, da železno krono kličejo quod laminam quondam habet in summitate, kar pomeni, da je bilo železo preko krone (verjetno kot lok, kot v drugih obročih te dobe) in ne v njej. Domnevajo da je srebrn obroč dodal zlatar Antellotto Branciforte, ki je obnavljal krono leta 1345, da bi jo okrepil, glede na to, da je  (domnevno) kraja dveh plošč oslabila tečaje. (Trenutno v enem od stikov dveh plošč krone ni tečajev, ker so preveč poškodovani, ampak se hrani le notranji srebrni prstan). Leta 1352 je prvič, da dokument (popis zakladnice stolnice Monza) opisuje krono kot majhno.
Kot dragulji v kroni so prisotni: sedem rdečih granatov, sedem modrih safirjev, štirje vijolični ametisti in štirje biseri narejeni iz stekla.